# Robert Lang Studios
Robert Lang Studios är en inspelningsstudio som ligger i Shoreline, Washington i USA och den grundades 1974 av Robert Lang. Inspelningsstudion består av två delar benämnda Studio A och Studio B. Robert Lang Studios är bland annat känd för att vara den inspelningsstudio där Nirvana spelade in sin sista låt, "You Know You're Right", i januari 1994.

## Ett urval av artister och band som har spelat in i studion
- Alice in Chains
- Bush
- Dave Matthews Band
- Death Cab for Cutie
- Foo Fighters
- Heart
- Kenny G
- Lil Wayne
- Macklemore
- Nirvana
- Peter Frampton
- Queensrÿche
- Sir Mix-a-Lot
- Soundgarden
- The Blood Brothers
- Train